# Heiterwang
Heiterwang è un comune austriaco di 500 abitanti nel distretto di Reutte, in Tirolo.